# Lillian West
Pour les articles homonymes, voir West.
Lillian Mildred West est une actrice américaine née le 15 mars 1886 à New York (État de New York) et morte le 23 avril 1970 dans le quartier de Woodland Hills à Los Angeles (Californie).

## Biographie
En 1915, elle épouse l'acteur Ed Brady (1889-1942).

## Filmographie
- 1916 : The Power of Evil de H. M. Horkheimer : Jeano
- 1916 : The Red Circle de Sherwood MacDonald
- 1916 : The Head of the House de H. M. Horkheimer
- 1916 : Shadows de B. Reeves Eason
- 1916 : The Better Instinct de Bertram Bracken : Marie Higgins
- 1917 : Volonté (American Methods) de Frank Lloyd : Marie Moulinet
- 1917 : The Hidden Children de Oscar Apfel : Jeanne de Contrecœur
- 1917 : Vengeance of the Dead de Henry King : Lilas Velso
- 1918 : Innocent's Progress de Frank Borzage : Madeline Carson
- 1918 : Who Is to Blame? de Frank Borzage : Tonia Marsh
- 1918 : The Hopper de Thomas N. Heffron : Mary
- 1918 : Limousine Life de John Francis Dillon : Gertrude Muldane
- 1918 : Everywoman's Husband de Gilbert P. Hamilton : Delia Marshall
- 1918 : The Gown of Destiny de Lynn Reynolds : Mme Reyton
- 1918 : The Mask de Thomas N. Heffron : Miss Beech
- 1918 : Society for Sale de Frank Borzage : Vi Challoner
- 1918 : Love's Pay Day de E. Mason Hopper : Marie Brauzard
- 1918 : Many Happy Returns de Harry J. Edwards
- 1918 : A Soul in Trust de Gilbert P. Hamilton : Nan Barker
- 1919 : The Forbidden Room de Lynn Reynolds : Sténographe
- 1919 : The Woman of Lies de Gilbert P. Hamilton : Lillian Marrish
- 1919 : L'Enlèvement de Miss Maud (The Island of Intrigue) de Henry Otto : Yorna Smith
- 1919 : Auction of Souls de Oscar Apfel
- 1919 : Louisiana (en) de Robert G. Vignola : Olivia Ferol
- 1919 : The Silk Lined Burglar de John Francis Dillon : Mary
- 1919 : Prudence on Broadway de Frank Borzage : Mme Allen Wentworth
- 1921 : Colorado de B. Reeves Eason : Mme Doyle
- 1922 : Barriers of Folly d'Edward A. Kull : Madge Spencer
- 1922 : Paid Back de Irving Cummings : Dorothy Britton
- 1927 : Seventh Heaven de Frank Borzage : Arlette
- 1930 : The Right to Love de Richard Wallace : Martha
- 1932 : Sinister Hands de Armand Schaefer : Mme Lang
- 1936 : Dortoir de jeunes filles (Girls Dormitory) d'Irving Cummings
- 1940 : Nobody's Children de Charles Barton : Miss Spellman
- 1945 : Penny cherche un père (That Night with You) de William A. Seiter
- 1950 : Voyage sans retour (Where Danger Lives) de John Farrow : Mme Bogardus